# Neolimonia tragica
Neolimonia tragica är en tvåvingeart som först beskrevs av Alexander 1946.  Neolimonia tragica ingår i släktet Neolimonia och familjen småharkrankar. Inga underarter finns listade i Catalogue of Life.